# Solução de triângulos
Solução de triângulos (em latim: solutio triangulorum) é o principal problema trigonométrico de encontrar as características de um triângulo (ângulos e comprimentos dos lados), quando alguns destes são conhecidos. O triângulo pode ser localizado sobre um plano ou sobre uma esfera. Aplicações requerendo soluções de triângulos incluem geodésia, astronomia, construção e navegação.

## Solução de triângulos planos

Notação padrão para um triângulo

Um triângulo de forma geral tem seis características principais (ver figura): três lineares (comprimentos laterais a , b , c) e três angulares ({\displaystyle \alpha ,\beta ,\gamma }). O problema clássico da trigonometria plana é especificar três das seis características e determinar as outras três. Um triângulo pode ser determinado univocamente nesse sentido quando dados um dos seguintes:
- Três lados (SSS) (do inglês side)
- Dois lados e o ângulo incluído (SAS)
- Dois lados e um ângulo não incluído entre eles (SSA), se o comprimento do lado adjacente ao ângulo é menor que o comprimento do outro lado
- Um lado e os ângulos adjacentes a ele (ASA)
- Um lado, o ângulo oposto a ele e um ângulo adjacente a ele (AAS)
- Três ângulos (AAA) sobre a esfera (mas não no plano)

Para todos os casos no plano, pelo menos um comprimento de lado deve ser especificado; se somente os ângulos são dados, os comprimentos dos lados não podem ser determinados, porque qualquer triângulo semelhante é uma solução.

### Relações trigonométricas

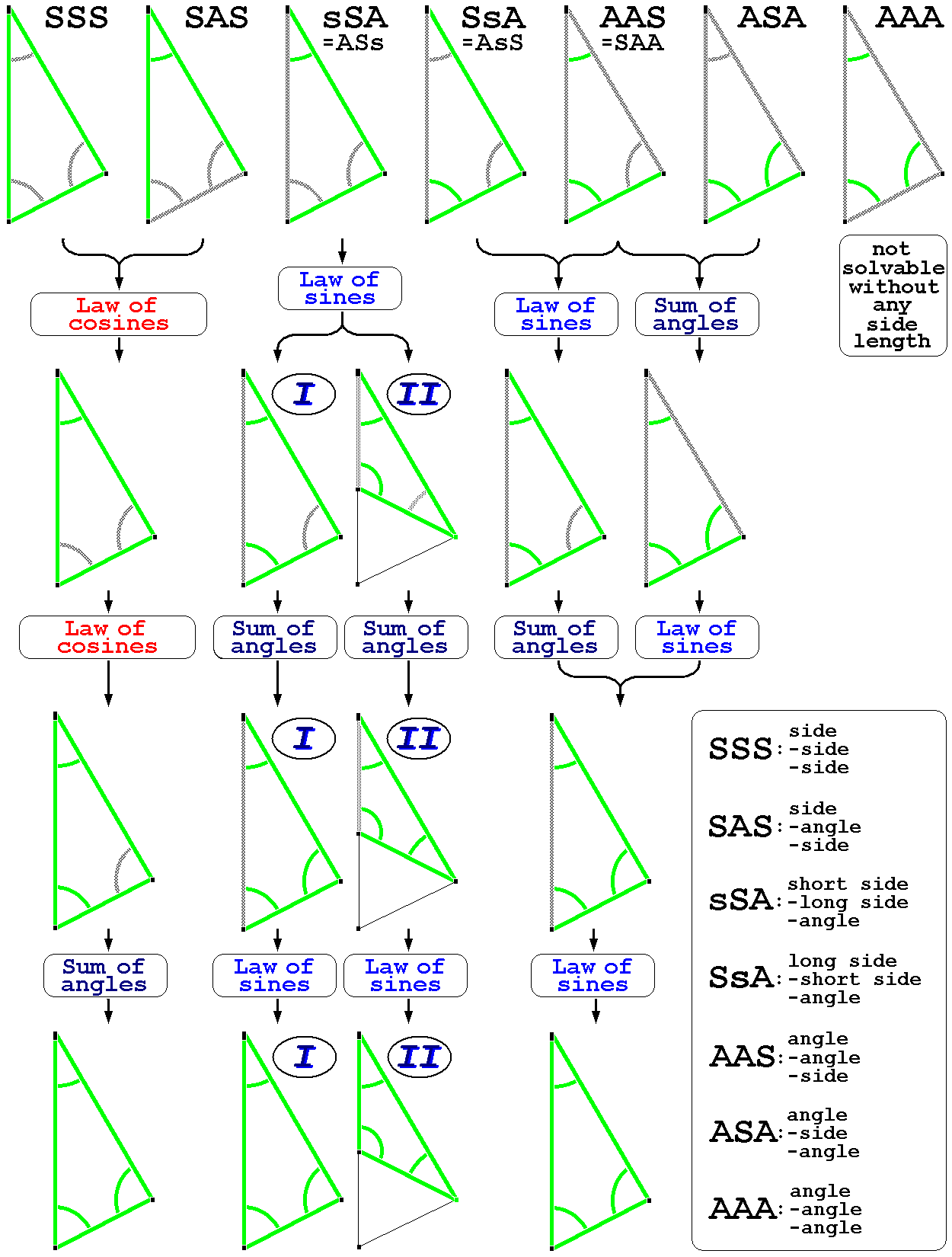
Visão geral de etapas e ferramentas específicas usadas na resolução de triângulos planos

O método padrão de resolver o problema é usar relações fundamentais.
Lei dos cossenos
{\displaystyle a^{2}=b^{2}+c^{2}-2bc\cos(\alpha )}
{\displaystyle b^{2}=a^{2}+c^{2}-2ac\cos(\beta )}
{\displaystyle c^{2}=a^{2}+b^{2}-2ab\cos(\gamma )}
Lei dos senos
{\displaystyle {\frac {a}{\operatorname {sen}(\alpha )}}={\frac {b}{\operatorname {sen}(\beta )}}={\frac {c}{\operatorname {sen}(\gamma )}}}
Soma dos ângulos
{\displaystyle \alpha +\beta +\gamma =180^{\circ }}
Lei das tangentes
{\displaystyle {\frac {a-b}{a+b}}={\frac {\tan \left({\frac {1}{2}}(\alpha -\beta )\right)}{\tan \left({\frac {1}{2}}(\alpha +\beta )\right)}}.}
Existem outras relações universais (algumas vezes usadas praticamente): a lei das cotangentes e as fórmulas de Mollweide.

### Três lados dados (SSS)

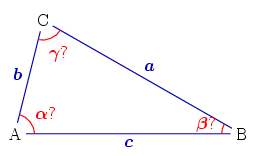
Três lados dados

Sejam especificados três lados a, b, c. Para encontrar os ângulos α, β, a lei dos cossenos pode ser usada:
{\displaystyle {\begin{aligned}\alpha &=\arccos \left({\frac {b^{2}+c^{2}-a^{2}}{2bc}}\right)\\[4pt]\beta &=\arccos \left({\frac {a^{2}+c^{2}-b^{2}}{2ac}}\right).\end{aligned}}}
Então o ângulo γ = 180° − α − β.
Algumas fontes recomendam eterminar o ângulo β pela  lei dos senos, mas (como a nota 1 acima estabelece) ocorre o risco de confundir o valor de um ângulo agudo com o de um obtuso.
Outro método para calcular os ângulos a partir dos lados conhecidos é aplicar a lei das cotangentes.

### Dois lados e o ângulo incluído dados (SAS)

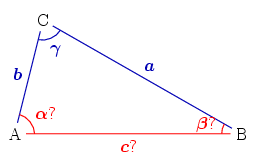
Dois lados e o ângulo incluso dados

Neste caso os comprimentos dos lados a, b e o ângulo γ entre estes lados são conhecidos. O terceiro lado pode ser determinado pela lei dos cossenos:
{\displaystyle c={\sqrt {a^{2}+b^{2}-2ab\cos(\gamma )}}.}
Então pela lei dos cossenos é determinado o segundo ângulo:
{\displaystyle \alpha =\arccos \left({\frac {b^{2}+c^{2}-a^{2}}{2bc}}\right).}
Finalmente, β = 180° − α − γ.

### Dois lados e o ângulo não incluso dados (SSA)

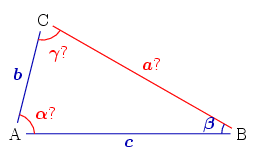
Dois lados e o ângulo não incluso dados

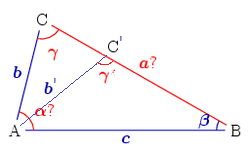
Duas soluções para o triângulo

Este caso não pode ser resolvido para qualquer situação; uma solução é garantida ser unívoca somente se o comprimento do lado adjacente ao ângulo é menor que o outro comprimento de lado. Assumindo que dois lados b, c e o ângulo β são conhecidos, a equação para o ângulo γ pode ser determinada pela lei dos senos:
{\displaystyle \operatorname {sen}(\gamma )={\frac {c}{b}}\operatorname {sen}(\beta ).}
Denotando D = ⁠c/b⁠ sin(β) (o lado direito da equação). Existem quatro casos possíveis:
1. Se D > 1, não existe um tal triângulo, porque o lado b não atinge a linha BC. Pela mesma razão uma solução não existe se o ângulo β ≥ 90° e b ≤ c.
2. Se D = 1 existe uma solução única: γ = 90°, i.e., o triângulo é um triângulo retângulo.
3. Se D < 1 duas soluções alternadas são possíveis:
  1. Se b ≥ c, então β ≥ γ (o lado maior corresponde a um ângulo maior). Como um triângulo não pode ter dois ângulos obtusos, γ é um ângulo agudo e a solução γ = arcsin( D) é unica.
  2. Se b < c,  ângulo γ pode ser agudo: γ = arcsin (D) ou obtuso: γ′ = 180° - γ. A figura na direita mostra o ponto C, o lado b e o ângulo γ como a primeira solução, e o ponto C′, lado b′ e o ângulo γ′ como a segunda solução.

Sendo γ obtido, o terceiro ângulo α = 180° − β − γ.
O terceiro lado pode então ser determinado pela lei dos senos:
{\displaystyle a=b\ {\frac {\operatorname {sen}(\alpha )}{\operatorname {sen}(\beta )}}}
ou
{\displaystyle a=c\cos(\beta )\pm {\sqrt {b^{2}-c^{2}\operatorname {sen} ^{2}(\beta )}}}

### Um lado e dois ângulos adjacentes dados (ASA)

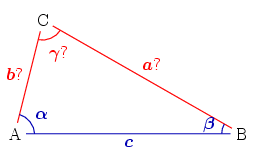
Um lado e dois ângulos adjacentes dados

As características conhecidas são o lado c e os ângulos α, β. O terceiro ângulo γ = 180° − α − β.
Dois lados incógnitos podem ser calculados pela lei dos senos:
{\displaystyle a=c\ {\frac {\operatorname {sen}(\alpha )}{\operatorname {sen}(\gamma )}};\quad b=c\ {\frac {\operatorname {sen}(\beta )}{\operatorname {sen}(\gamma )}}.}
ou
{\displaystyle a=c{\frac {\operatorname {sen}(\alpha )}{\operatorname {sen}(\alpha )\cos(\beta )+\operatorname {sen}(\beta )\cos(\alpha )}}}
{\displaystyle b=c{\frac {\operatorname {sen}(\beta )}{\operatorname {sen}(\alpha )\cos(\beta )+\operatorname {sen}(\beta )\cos(\alpha )}}}

### Um lado, um ângulo adjacente e o ângulo oposto dados (AAS)
O procedimento para resolver um triângulo AAS é o mesmo que para um triângulo ASA: Iniciando, encontrar o terceiro ângulo usando a propriedade de soma de ângulos de um triângulo, depois encontrar os outros dois lados usando a lei dos senos.